# كريستوفر كولير
كريستوفر كولير (بالإنجليزية: Christopher Collier)‏ (23 أغسطس 1886 في المملكة المتحدة - 25 أغسطس 1916) هو لاعب كريكت بريطاني (وحمل سابقاً جنسية المملكة المتحدة لبريطانيا العظمى وأيرلندا). لعب مع نادي مقاطعة ورسسترشاير للكريكيت ‏.

## وصلات خارجية
- كريستوفر كولير على موقع إي آس بي آن كريك إنفو (الإنجليزية)